# Gaudichaudia hirtella
Gaudichaudia hirtella là một loài thực vật có hoa trong họ Malpighiaceae. Loài này được (Rich.) S.L.Jessup mô tả khoa học đầu tiên năm 2002.